# Andy Johnson
Pour les articles homonymes, voir Johnson.
Andrew "Andy" Johnson, né le 10 février 1981 à Bedford, est un footballeur international anglais qui évolue au poste d'attaquant.

## Biographie

### En club
Andy Johnson commence sa carrière en 2e division anglaise avec Birmingham City. En 2001, lors de la finale de la Coupe de la Ligue, il manque son pénalty lors de la séance de tirs au but, ce qui permet au Liverpool FC de l'emporter. L'attaquant est recruté par Crystal Palace en 2002 et inscrit 85 buts en 160 matchs toutes compétitions confondues pour le club londonien. Crystal Palace accède en première division en 2004-2005 mais est relégué dès l'année suivante. Johnson inscrit néanmoins 22 buts, dont 11 sur pénalty, durant le passage du club en Premier League.
En mai 2006, il est recruté par Everton et retrouve la première division. Il rejoint le Fulham FC en août 2008 où il signe un contrat de quatre ans.
Le 18 juin 2012, Johnson signe un contrat de deux ans en faveur des Queens Park Rangers, le transfert prenant effet à l'ouverture du marché le 1er juillet suivant. Le 15 septembre suivant, il est victime d'une grave blessure au ligament croisé antérieur du genou droit face à Chelsea (0-0), ce qui devrait l'éloigner des terrains durant de longs mois.
Le 1er juillet 2014, il est libéré par QPR. Libre de tout contrat, il s'engage avec Crystal Palace le 3 septembre suivant.

### En équipe nationale
En février 2005, Andy Johnson est retenu en équipe d'Angleterre par le sélectionneur Sven-Göran Eriksson à l'occasion d'un match amical face aux Pays-Bas. Il honore sa première sélection en remplaçant Shaun Wright-Phillips. Il est ensuite titularisé lors de la rencontre amicale opposant les Anglais aux États-Unis (victoire 2-1). En 2006, Andy Johnson n'est pas sélectionné par Eriksson pour disputer la Coupe du monde en Allemagne. Le sélectionneur suédois lui préfère Theo Walcott. En août 2006, un an après sa dernière sélection, il est rappelé par Steve McClaren afin de disputer deux matchs qualificatifs pour l'Euro 2008.

## Palmarès

### En club
- Birmingham City
  - Finaliste de la League Cup en 2001.

### Distinction personnelle
- Joueur du mois du championnat d'Angleterre en octobre 2004 et septembre 2006.